# Ballwin, Missouri
Ballwin là một thành phố ở quận St. Louis thuộc bang Missouri, Hoa Kỳ. Theo điều tra dân số năm 2000 của Cục điều tra dân số Hoa Kỳ, thành phố có dân số 30.095 người 2. 

## Địa lý
Theo Cục điều tra dân số Hoa Kỳ, thành phố có tổng diện tích 23,2 km2, trong đó có km2 là diện tích mặt nước.